# Eupetersia picea
Eupetersia picea är en biart som beskrevs av Blüthgen 1936. Eupetersia picea ingår i släktet Eupetersia och familjen vägbin. Inga underarter finns listade i Catalogue of Life.